# Jason Akeson
Jason Akeson (né le 3 juin 1990 à Orléans dans la province d'Ontario au Canada) est un joueur professionnel canadien de hockey sur glace. Il évolue au poste d'ailier droit.

## Biographie
Joueur des Grads de Cumberland de la Ligue centrale de hockey junior A (LCHJ) de 2006 à 2008, Akeson a joué quatre saisons avec les Rangers de Kitchener de la Ligue de hockey de l'Ontario (LHO). Il connait sa meilleure saison en 2010-2011 ; il est le meilleur pointeur avec 108 points à égalité avec Tyler Toffoli et le meilleur passeur avec 84 aides. Il est également mis en avant par quatre trophées : les trophées Eddie-Powers et Jim-Mahon partagés avec Toffoli, le trophée Leo-Lalonde ainsi que le trophée William-Hanley.
N'ayant jamais été repêché par une équipe de la Ligue nationale de hockey, il signe un contrat avec les Flyers de Philadelphie en mars 2011. Il fait ses débuts dans le hockey professionnel en 2011-2012 en jouant pour le club-école des Flyers dans la Ligue américaine de hockey, les Phantoms de l'Adirondack.
Il joue son premier match dans la LNH le 27 avril 2013 lors d'un match des Flyers contre les Sénateurs d'Ottawa et marque même son premier but.
Le 1er juillet 2015, il signe un contrat d'une saison à deux volets pour un salaire de 580 000 dollars avec les Sabres de Buffalo. Il ne parvient pas à se faire une place avec les Sabres et se retrouve dans la LAH avec les Americans de Rochester. Le 27 février 2016, les Sabres l'échangent aux Sénateurs d'Ottawa. 

## Statistiques
| Saison     | Équipe                    | Ligue       |    | Saison régulière | Saison régulière | Saison régulière | Saison régulière | Saison régulière |   | Séries éliminatoires | Séries éliminatoires | Séries éliminatoires | Séries éliminatoires | Séries éliminatoires |
| Saison     | Équipe                    | Ligue       | PJ | B                | A                | Pts              | Pun              | PJ               | B | A                    | Pts                  | Pun                  |                      |                      |
| 2006-2007  | Grads de Cumberland       | LCHJ        | 54 | 17               | 36               | 53               | 40               | -                | - | -                    | -                    | -                    |                      |                      |
| 2007-2008  | Grads de Cumberland       | LCHJ        | 34 | 18               | 43               | 61               | 14               | -                | - | -                    | -                    | -                    |                      |                      |
| 2007-2008  | Rangers de Kitchener      | LHO         | 13 | 0                | 2                | 2                | 4                | 16               | 0 | 1                    | 1                    | 0                    |                      |                      |
| 2008-2009  | Rangers de Kitchener      | LHO         | 56 | 20               | 44               | 64               | 16               | -                | - | -                    | -                    | -                    |                      |                      |
| 2009-2010  | Rangers de Kitchener      | LHO         | 65 | 24               | 56               | 80               | 24               | 20               | 8 | 11                   | 19                   | 14                   |                      |                      |
| 2010-2011  | Rangers de Kitchener      | LHO         | 67 | 24               | 84               | 108              | 23               | 7                | 3 | 6                    | 9                    | 0                    |                      |                      |
| 2011-2012  | Phantoms de l'Adirondack  | LAH         | 76 | 14               | 41               | 55               | 26               | -                | - | -                    | -                    | -                    |                      |                      |
| 2012-2013  | Titans de Trenton         | ECHL        | 14 | 2                | 8                | 10               | 7                | -                | - | -                    | -                    | -                    |                      |                      |
| 2012-2013  | Phantoms de l'Adirondack  | LAH         | 62 | 20               | 33               | 53               | 27               | -                | - | -                    | -                    | -                    |                      |                      |
| 2012-2013  | Flyers de Philadelphie    | LNH         | 1  | 1                | 0                | 1                | 0                | -                | - | -                    | -                    | -                    |                      |                      |
| 2013-2014  | Phantoms de l'Adirondack  | LAH         | 70 | 24               | 40               | 64               | 42               | -                | - | -                    | -                    | -                    |                      |                      |
| 2013-2014  | Flyers de Philadelphie    | LNH         | 1  | 0                | 1                | 1                | 0                | 7                | 2 | 1                    | 3                    | 4                    |                      |                      |
| 2014-2015  | Flyers de Philadelphie    | LNH         | 13 | 0                | 0                | 0                | 8                | -                | - | -                    | -                    | -                    |                      |                      |
| 2014-2015  | Phantoms de Lehigh Valley | LAH         | 57 | 23               | 30               | 53               | 25               | -                | - | -                    | -                    | -                    |                      |                      |
| 2015-2016  | Americans de Rochester    | LAH         | 51 | 8                | 22               | 30               | 18               | -                | - | -                    | -                    | -                    |                      |                      |
| 2015-2016  | Senators de Binghamton    | LAH         | 21 | 5                | 17               | 22               | 0                | -                | - | -                    | -                    | -                    |                      |                      |
| 2016-2017  | Admiral Vladivostok       | KHL         | 17 | 1                | 4                | 5                | 2                | -                | - | -                    | -                    | -                    |                      |                      |
| 2016-2017  | Senators de Binghamton    | LAH         | 57 | 20               | 31               | 51               | 22               | -                | - | -                    | -                    | -                    |                      |                      |
| 2017-2018  | Crunch de Syracuse        | LAH         | 11 | 1                | 4                | 5                | 2                | -                | - | -                    | -                    | -                    |                      |                      |
| 2017-2018  | Mora IK                   | Allsvenskan | 24 | 4                | 6                | 10               | 8                | -                | - | -                    | -                    | -                    |                      |                      |
| 2018-2019  | Kölner Haie               | DEL         | 52 | 16               | 26               | 42               | 20               | 11               | 4 | 6                    | 10                   | 2                    |                      |                      |
| 2019-2020  | Kölner Haie               | DEL         | 50 | 9                | 26               | 35               | 16               | -                | - | -                    | -                    | -                    |                      |                      |
| 2020-2021  | Kölner Haie               | DEL         | 38 | 12               | 33               | 45               | 8                | -                | - | -                    | -                    | -                    |                      |                      |
| 2021-2022  | Straubing Tigers          | DEL         | 52 | 24               | 44               | 68               | 10               | 4                | 1 | 2                    | 3                    | 0                    |                      |                      |
| 2022-2023  | Straubing Tigers          | DEL         | 54 | 17               | 24               | 41               | 24               | 7                | 2 | 4                    | 6                    | 6                    |                      |                      |
| Totaux LNH | Totaux LNH                | Totaux LNH  | 15 | 1                | 1                | 2                | 8                | 7                | 2 | 1                    | 3                    | 4                    |                      |                      |

## Trophées et honneurs personnels

### Ligue de hockey de l'Ontario
- 2010-2011 : 
  - trophée Eddie-Powers, partagé avec Tyler Toffoli
  - trophée Jim-Mahon, partagé avec Tyler Toffoli
  - trophée Leo-Lalonde
  - trophée William-Hanley
  - deuxième équipe d'étoiles de la LHO